# Amber Diceless Roleplaying Game
Amber Diceless Roleplaying Game är ett rollspel som bygger på Roger Zelaznys fantasyböcker om världen Amber, "Chronicles of Amber".
Rollspelet släpptes 1991 och har varit slutsålt i flera år men årliga Amberkonvent hålls fortfarande i USA.

## Kampanjvärld
Amberböckerna handlar om parallella världar där Ambervärlden är den enda som är verklig och allt annat bara är skugglika pseudoverkligheter som överlappar varandra. De enda rollpersoner som är verkliga är de som har kungligt blod i Amber, och de kan påverka vad som händer dem genom att snabbt byta värld till en värld där verkligheten stöder deras ändamål. Naturligtvis har de alla olika drivkrafter och vill besegra övriga ädlingar.
Exempel: Prins Morrin faller från en klippa under en strid. Han byter sekundsnabbt verklighet till en annan skuggvärld där det på samma ställe finns en gren som sticker ut och bromsar hans fall, och sedan kanske en gång till för att se till att det finns en sandhög där han kan landa mjukt.

## Regelsystem
Konceptet kan kännas svårhanterligt som bordsrollspel eftersom spelledaren måste vara beredd på att bemöta alla typer av förändringar som spelarna kan tänkas hitta på utan betänketid och avgöra deras effekter helt utan tärningar och konventionella system för bedömning av framgång. Å andra sidan uppmanar regelboken spelledaren att ständigt ändra på spelreglerna och till och med ändra på redan utvecklade förmågor och rollpersonernas huvudattribut.
De beskrivande huvudattribut som vanligtvis används i rollspel begränsas här till fyra stycken:
- Psyke
- Styrka
- Uthållighet
- Stridskonst

Hur attributen fördelas avgörs genom en auktion där spelarna tilldelas 100 poäng och sedan får de lägga bud på de olika attributen. Den som lägger högsta budet på ett attribut är sedan i princip bäst vad gäller alla förmågor som kan knytas till det attributet, oavsett om en annan spelare bara ligger en poäng under. Bud som lagts kan inte tas tillbaka. Vid konflikt är enda sättet att kringgå den givna rangordningen att byta fokus på konflikten, till exempel gå från handgemäng till psykologisk krigföring om man har övertaget i psyke.